# Luisa Martín
María Luisa Martín López conocida como Luisa Martín Madrid (23 de febrero de 1960) es una actriz española.

## Biografía
Luisa aún conserva una fotografía que su padre José Luis le hizo a los cuatro años y en la que escribió: «Mi cómica hija María Luisa tienes madera de actriz, ¿pero será bueno eso para ti?».
Años más tarde, cuando Luisa tenía diecisiete años y decidió que quería ser actriz, su padre influyó en ella para que se formara como tal y fue entonces cuando ingresó en la Real Escuela Superior de Arte Dramático en Madrid donde se graduó en 1980.
Posteriormente se formó en el Laboratorio de William Layton y en la Escuela de Teatro Clásico Nacional. Empezó su carrera profesional en el teatro en la compañía Teatro estudio 80.
Durante la década de los 80 se curtió en los escenarios con obras de teatro como Los viajes de Pedro el afortunado, Los escándalos de un pueblo, Los balcones de Madrid, Fedra, El rinoceronte, Aquí no paga nadie.
Su debut televisivo fue en 1990 en el programa de Teresa Rabal La guardería. Luego vendrían otros como Noche, noche con Emilio Aragón, El Programa de Pedro Ruiz, y Un, dos, tres... responda otra vez, donde semanalmente interpretaba diferentes personajes.
Su primer papel exitoso en la televisión fue en 1993 con el personaje de la Chirla, la joven aprendiz a pescadera de ¿Quién da la vez?, una serie ideada por Vicente Escrivá.
Pero fue en 1995 cuando alcanzó su notoriedad a raíz de su participación en la serie Médico de familia al interpretar a la asistenta doméstica Juani Ureña papel por el que consiguió en 1996 el Premio Unión de Actores y en 1997 el premio a la mejor actriz del Festival Internacional de Cine y Televisión de Cartagena de Indias.
Tras este paréntesis televisivo en 1999 y junto al actor Juan Echanove se embarca de nuevo en un exitoso proyecto teatral El verdugo de Luis García Berlanga y Rafael Azcona. Su interpretación en el papel de Carmen le valió en el año 2000 el premio Miguel Mihura, SGAE, el Premio Ercilla de Teatro, Fotogramas de Plata y finalista de los Premios Max. En ese mismo año 2000 debuta en el cine con la película Terca vida de Fernando Huertas. Más tarde, en 2004 rodaría la película Tiovivo c. 1950 de José Luis Garci y en el año 2006 Las 13 rosas de Emilio Martínez-Lázaro.
En 2003, tras divorciarse de Joan Llaneras, crea junto a su compañero el productor Albert Bori la compañía teatral Art Media Producciones con la que producen sus propios espectáculos. Uno de ellos fue Historia de una vida (2004), donde se reencontró con su compañera de Médico de familia Isabel Aboy.
En 2007 volvió al teatro con la obra Como abejas atrapadas en la miel, y protagonizó la serie televisiva Desaparecida.
En 2008 regresó a la televisión con la miniserie de dos capítulos El caso Wanninkhof, en la que dio vida a Dolores Vázquez. El reparto lo completan, entre otros, Juanjo Puigcorbé, Frank Feys y Belén Constenla, En 2010 se une a la nueva producción de Televisión Española Gran Reserva en la que da vida a una agente de policía.
El 27 y 28 de diciembre de 2011, Telecinco emitió dos capítulos sobre la vida de Rocío Dúrcal, bajo el título de Rocío Dúrcal, volver a verte. Luisa interpretó a la madre de Rocío, María Ortiz.
En septiembre de 2013, se anunció su fichaje por la serie B&b, de boca en boca de la cadena Telecinco, tras el final de la serie de la misma cadena Frágiles y que se estrenara en 2014. En 2015 aparece de manera esporádica en el serial juvenil Yo quisiera interpretando a Sol durante unos capítulos de la primera temporada de la serie.
En 2016 ficha por la segunda temporada de Bajo sospecha interpretando a Lidia Abad, la jefa de enfermeras del Poliniclínico de Madrid, un hospital lleno de crímenes y misterios.
En 2017 se incorpora a la nueva serie diaria de La 1, Servir y proteger interpretando a la inspectora de policía Claudia Miralles siendo la protagonista de la serie junto a Andrea del Río. Ese mismo año aparece en el telefilme La princesa Paca de La 1 con el papel de Juana.
En 2023 se incorpora a la serie 4 estrellas en el papel de Felisa. Además, prepara el estreno de Salomé en el Festival Intercacional de Teatro Clásico de Mérida en el mes de agosto junto a Belén Rueda, Pablo Puyol y Sergio Mur bajo la órdenes de Magüi Mira.

## Vida personal
Luisa Martín colabora desde 1986 con la organización Médicos Sin Fronteras, con quien se ha desplazado a Kenia, Ecuador y Kosovo, entre otros países, y colabora en diversas actividades de la organización en España.
Tuvo una relación con el actor Joan Llaneras, con el que convivió varios años y posteriormente fue pareja de Albert Bori del que está separada desde el 2019 Tienen un hijo, Bruno.

## Filmografía

### Cine
| Año  | Título                        | Personaje | Director               |
| ---- | ----------------------------- | --------- | ---------------------- |
| 2000 | Terca vida                    | Julia     | Fernando Huertas       |
| 2004 | Tiovivo c. 1950               | Laurita   | José Luis Garci        |
| 2007 | Las trece rosas               | Dolores   | Emilio Martínez Lázaro |
| 2010 | Entrelobos                    | Isabel    | Gerardo Olivares       |
| 2013 | El futuro ya no es lo que era | Cristina  | Pedro Barbero          |
| 2015 | Matar el tiempo               | Señora    | Antonio Hernández      |

### Cortometrajes
| Año  | Título                 | Personaje | Director             |
| ---- | ---------------------- | --------- | -------------------- |
| 2002 | El sueño de la maestra | Eloísa    | Luis García Berlanga |
| 2006 | Pactum                 | Maruja    | Juan Padrón          |

### Series de televisión
| Año       | Título                                       | Personaje                  | Cadena      | Notas          |
| --------- | -------------------------------------------- | -------------------------- | ----------- | -------------- |
| 1991      | Las chicas de hoy en día                     | Puri                       | La 1        | 1 episodio     |
| 1992      | Farmacia de guardia                          | Cartera                    | Antena 3    | 1 episodio     |
| 1994      | La mujer de tu vida                          | Prostituta                 | La 1        | 1 episodio     |
| 1995      | Quién da la vez                              | Chirla                     | Antena 3    | 13 episodios   |
| 1995-1999 | Médico de familia                            | Juana "Juani" Ureña        | Telecinco   | 120 episodios  |
| 1997      | Más que amigos                               | Juana "Juani" Ureña        | Telecinco   | 1 episodio     |
| 1998      | Periodistas                                  | Juana "Juani" Ureña        | Telecinco   | 1 episodio     |
| 2004      | La sopa boba                                 | Carmen                     | Antena 3    | 11 episodios   |
| 2006      | Hospital Central                             | Rosa                       | Telecinco   | 4 episodios    |
| 2007      | Manolo y Benito Corporeision                 | Marina                     | Antena 3    | 2 episodios    |
| 2007      | Desaparecida                                 | Lola Álvarez               | La 1        | 13 episodios   |
| 2008      | Caso Wanninkhof                              | Victoria Álvarez           | La 1        | 2 episodios    |
| 2010      | Impares                                      |                            | Antena 3    | 1 episodio     |
| 2010      | Impares Premium                              | Neox                       |             | 1 episodio     |
| 2010      | La huella del crimen: El secuestro de Anabel | Juana                      | La 1        | 1 episodio     |
| 2010-2013 | Gran Reserva                                 | Isabel Ortega              | La 1        | 42 episodios   |
| 2011      | Rocío Dúrcal, volver a verte                 | Maria Ortiz                | Telecinco   | 2 episodios    |
| 2012-2013 | Frágiles                                     | Dolores                    | Telecinco   | 16 episodios   |
| 2014      | Los misterios de Laura                       | Isabel Ortega              | La 1        | 1 episodio     |
| 2014-2015 | B&b, de boca en boca                         | Carmen Sánchez             | Telecinco   | 23 episodios   |
| 2015-2016 | Yo quisiera                                  | Soledad "Sol"              | Divinity    | 44 episodios   |
| 2016      | Bajo sospecha                                | Lidia Abad                 | Antena 3    | 10 episodios   |
| 2017      | La princesa Paca                             | Juana                      | La 1        | TV Movie       |
| 2017-2023 | Servir y proteger                            | Claudia Miralles Rodríguez | La 1        | 1372 episodios |
| 2023      | 4 estrellas                                  | Felisa de Dios             | La 1        | 58 episodios   |
| 2025      | Atasco                                       |                            | Prime Video | ¿? episodios   |

### Programas de televisión
| Año        | Título                             | Personaje    | Cadena    |
| ---------- | ---------------------------------- | ------------ | --------- |
| 1986       | Plató vacio                        | Colaboradora | TVE       |
| 1990       | La guardería                       | Colaboradora | Antena 3  |
| 1993       | Noche, noche                       | Colaboradora | Antena 3  |
| 1993-1994  | Un, dos, tres... responda otra vez | Colaboradora | TVE       |
| 2004       | La isla de los famosos             | Colaboradora | Antena 3  |
| 2006       | El club de Flo                     | Colaboradora | Antena 3  |
| 2007; 2009 | Grand Prix del verano              | Invitada     | FORTA     |
| 2012; 2016 | ¡Qué tiempo tan feliz!             | Invitada     | Telecinco |
| 2013       | Hay una cosa que te quiero decir   | Invitada     | Telecinco |
| 2017       | Hora punta                         | Invitada     | TVE       |
| 2018       | Mi casa es la tuya                 | Invitada     | Telecinco |
| 2023       | La Roca                            | Invitada     | La Sexta  |
| 2023       | Lazos de sangre                    | Colaboradora | TVE       |

### Teatro
- El señor de Pigmalión, de Jacinto Grau.
- Entremeses, de Miguel de Cervantes.
- La carátula, de Lope de Vega.
- Los viajes de Pedro el Afortunado, de A. Strindberg.
- El gran circo de los cinco continentes, de creación colectiva.
- Los escándalos de un pueblo, de Carlo Goldoni.
- Las picardías de Scapin, de Molière.
- Ha llegado el bululú, adaptación de textos clásicos de Cervantes, Lope de Vega.
- Fedra, de Eurípides.
- Los balcones de Madrid, de Tirso de Molina.
- El emperador de China, de George Rivemon-Desaignes.
- Las cartas de una religiosa portuguesa, atribuido a Racine.
- La cueva de Salamanca y el viejo celoso, de Miguel de Cervantes.
- Anacleto se divorcia, de Muñoz Seca.
- El retablo jovial, de Alejandro Casona.
- Aquí no paga nadie, de Darío Fo.
- El rinoceronte, de Eugène Ionesco.
- El pisito clandestino, de A. Martínez Ballesteros.
- El marinero, de Fernando Pessoa.
- La malcasada (versión musical) de Lope de Vega.
- El verdugo (2000), de Luis García Berlanga y Rafael Azcona.
- Abre el ojo (2002), de Rojas Zorrilla.
- Historia de una vida (2006), de Donald Margulies.
- Como abejas atrapadas en la miel (2007) de Douglas Carter Beane.
- La muerte y la doncella (2009) de Ariel Dorfman.
- El tiempo y los Conway (2011) de J. B. Priestley.
- El Show de Kafka (2012) Versión libre de Informe para una academia de Franz Kafka.
- El arte de la entrevista de Juan Mayorga.
- En el oscuro corazón del bosque (2016), de José Luis Alonso de Santos.
- Salomé (2023), de Magüi Mira.

## Premios

### Premios Goya
| Año  | Categoría               | Película   | Resultado |
| ---- | ----------------------- | ---------- | --------- |
| 2000 | Mejor actriz revelación | Terca vida | Nominada  |

### Premios de la Unión de Actores
| Año  | Categoría                                     | Película          | Resultado |
| ---- | --------------------------------------------- | ----------------- | --------- |
| 1996 | Mejor interpretación secundaria de televisión | Médico de familia | Nominada  |
| 1997 | Mejor interpretación secundaria de televisión | Médico de familia | Ganadora  |
| 2007 | Mejor actriz protagonista de televisión       | Desaparecida      | Ganadora  |

### Premios ATV
| Año  | Categoría             | Serie                           | Resultado |
| ---- | --------------------- | ------------------------------- | --------- |
| 2008 | Mejor actriz de serie | Desaparecida El caso Wanninkhof | Nominada  |

### Premios TP
| Año  | Categoría    | Película          | Resultado |
| ---- | ------------ | ----------------- | --------- |
| 1996 | Mejor actriz | Médico de familia | Nominada  |
| 1997 | Mejor actriz | Médico de familia | Nominada  |
| 1999 | Mejor actriz | Médico de familia | Nominada  |

### Fotogramas de Plata
| Año  | Categoría                                       | Película          | Resultado |
| ---- | ----------------------------------------------- | ----------------- | --------- |
| 1999 | Mejor actriz de televisión                      | Médico de familia | Nominada  |
| 2000 | Fotogramas de Plata a la mejor actriz de teatro | El verdugo        | Ganadora  |

### Festival de cine y televisión de Islantilla
| Año  | Categoría                                                        | Película     | Resultado |
| ---- | ---------------------------------------------------------------- | ------------ | --------- |
| 2007 | Camaleón de Oro a la Mejor Actriz Española de Ficción Televisiva | Desaparecida | Ganadora  |

### Otros premios
- 1997:
  - Catalina de Oro a la Mejor Actriz de Reparto por Médico de familia en el Festival Internacional de cine y televisión Cartagena de Indias.
- 1999:
  - Premios ATECA (Asociación de telespectadores de Andalucía) a la mejor Actriz de Televisión por Médico de familia.
- 2000:
  - Premio Miguel Míhura de la Sociedad General de Autores y Editores a la mejor actriz de teatro por El verdugo.
  - Premio Ercilla a la mejor intérprete femenina de teatro por El Verdugo.
  - Premio del Ayuntamiento de Pozuelo de Alarcón a la mejor interpretación femenina por El Verdugo.
  - Premio Cadena COPE de teatro por El verdugo.
- 2009:
  - 49.ª Edición Festival Internacional de Nueva York. Medalla de bronce mejor actriz por Desaparecida.
  - Premio Teatro Rojas. Mejor interpretación femenina por La muerte y la doncella.
- 2018:
  - V Edición del Festival de Cine y Televisión del Reino de León a la mejor actriz protagonista por Servir y proteger.
  - Premio Especial Mim Series 2018.[4]